# Eocanthecoma furcellata
Eocanthecoma furcellata är en insektsart som först beskrevs av Wolff 1811.  Eocanthecoma furcellata ingår i släktet Eocanthecoma och familjen bärfisar. Inga underarter finns listade i Catalogue of Life.